# 1918 au cinéma
| Années du cinéma : 1915 - 1916 - 1917 - 1918 - 1919 - 1920 - 1921    |
| Décennies du cinéma : 1880 - 1890 - 1900 - 1910 - 1920 - 1930 - 1940 |

Cet article présente les faits marquants de l'année 1918 au cinéma.

## Événements
- 10 janvier : Charlie Chaplin inaugure à Hollywood ses studios : la Chas Chaplin Film Company sur Sunset Boulevard. Il présente son soixante troisième film. Le 23 octobre, il épouse Mildred Harris, âgée de seize ans.
- Le 1er juin, à Moscou, Dziga Vertov sort le premier journal d'actualités filmées, Kinonédélia.

- 35 films seront produits au Portugal entre 1918 et 1926, principalement dans les studios de l’Invicta Film, à Porto.

- 1er juin : Louis Delluc écrit dans la rubrique cinéma du quotidien Paris-Midi.

## Principaux films de l'année
- 3 mars : Héritière d'un jour (Heiress for a Day), film américain de John Francis Dillon.
- 4 mars : Attila, film italien de Febo Mari.
- 12 mars : Cœurs du monde, film américain de David Wark Griffith.
- 22 mars : Un roman d'amour et d'aventures, film français de René Hervil et Louis Mercanton, scénario de Sacha Guitry.
- 2 avril : Tarzan chez les singes de Scott Sidney, d'après le roman d'Edgar Rice Burroughs, paru en 1912.
- 14 avril : Une vie de chien, film américain de et avec Charlie Chaplin.
- Mai : La Dixième Symphonie, film d’Abel Gance.
- Juin : Manon Lescaut, film italien de Mario Gargiulo (it).
- 15 septembre : Fatty cuisinier, film américain de Roscoe Arbuckle, avec Roscoe "Fatty" Arbuckle et Buster Keaton.
- Octobre : Âmes de fous, film de Germaine Dulac.
- 20 octobre : Charlot soldat, film américain avec Charlie Chaplin, film antimilitariste.
- 16 décembre : Une fleur dans les ruines, film de Griffith avec Lillian Gish.
- 20 décembre : Carmen, film d’Ernst Lubitsch, sort à Pékin.
- Le Vengeur, western de et avec William S. Hart.
- N'oublions jamais, un film patriotique du français Léonce Perret réalisé aux États-Unis.

## Principales naissances
- 28 janvier : Suzanne Flon, comédienne française († 15 juin 2005).
- 1er juillet : Mohamad Mochtar, acteur indonésien († 1er décembre 1981).
- 14 juillet : Ingmar Bergman, réalisateur suédois († 30 juillet 2007).
- 9 août : Robert Aldrich, réalisateur américain († 5 décembre 1983).
- 31 août : Ricardo Acero, acteur espagnol († 1er décembre 1986)
- 1er septembre : Genrikh Oganessian, réalisateur soviétique et arménien († 2 décembre 1964).
- 17 octobre : Rita Hayworth, actrice américaine († 15 mai 1987).

## Principaux décès
- 28 mars : Otis Turner, réalisateur, scénariste, producteur de cinéma et acteur américain.
- 3 octobre : Wallace McCutcheon, pionnier et réalisateur du cinéma américain.